# Маршрутизатор
Маршрутиза́тор, ро́утер (транслит. от англ. router), также ра́утер (от англ. router /ˈɹu:tə(ɹ)/ или /ˈɹaʊtəɹ/, /ˈɹaʊtɚ/) — специализированное устройство, которое пересылает пакеты между различными сегментами сети на основе правил и таблиц маршрутизации. Маршрутизатор может связывать разнородные сети различных архитектур. Для принятия решений о пересылке пакетов используется информация о топологии сети и определённые правила, заданные администратором.
Маршрутизаторы работают на «сетевом» (третьем) уровне сетевой модели OSI, в отличие от коммутаторов (свитчей) L2 уровня OSI и концентраторов (хабов), которые работают соответственно на втором и первом уровнях модели OSI.

## Принцип работы
Обычно маршрутизатор использует адрес получателя, указанный в заголовке пакета, и определяет по таблице маршрутизации путь, по которому следует передать данные. Если в таблице маршрутизации для адреса нет описанного маршрута — пакет отбрасывается.
Существуют и другие способы определения маршрута пересылки пакетов, когда, например, используется адрес отправителя, используемые протоколы верхних уровней и другая информация, содержащаяся в заголовках пакетов сетевого уровня. Нередко маршрутизаторы могут осуществлять трансляцию адресов отправителя и получателя, фильтрацию транзитного потока данных на основе определённых правил с целью ограничения доступа, шифрование/расшифровывание передаваемых данных и т. д.

## Таблица маршрутизации
Таблица маршрутизации содержит информацию, на основе которой маршрутизатор принимает решение о дальнейшей пересылке пакетов. Таблица состоит из некоторого числа записей — маршрутов, в каждой из которых содержится идентификатор сети получателя (состоящий из адреса и маски сети), адрес следующего узла, которому следует передавать пакеты, административное расстояние — степень доверия к источнику маршрута и некоторый вес записи — метрика. Метрики записей в таблице играют роль в вычислении кратчайших маршрутов к различным получателям. В зависимости от модели маршрутизатора и используемых протоколов маршрутизации, в таблице может содержаться некоторая дополнительная служебная информация. Например:
```
192.168.64.0/18 [110/49] via 192.168.1.2, 00:34:34, FastEthernet0/0.1

где 192.168.64.0/18 — сеть назначения,
    110/- административное расстояние 
    /49 — метрика маршрута,
    192.168.1.2 — адрес следующего маршрутизатора, которому следует
                  передавать пакеты для сети 192.168.64.0/18,
    00:34:34 — время, в течение которого был известен этот маршрут,
    FastEthernet0/0.1 — интерфейс маршрутизатора, через который можно
                  достичь «соседа» 192.168.1.2.

```

Таблица маршрутизации может составляться двумя способами:
- статическая маршрутизация — когда записи в таблице вводятся и изменяются вручную. Такой способ требует вмешательства администратора каждый раз, когда происходят изменения в топологии сети. С другой стороны, он является наиболее стабильным и требующим минимума аппаратных ресурсов маршрутизатора для обслуживания таблицы.
- динамическая маршрутизация — когда записи в таблице обновляются автоматически при помощи одного или нескольких протоколов маршрутизации — RIP, OSPF, IGRP, EIGRP, IS-IS, BGP, и др. Кроме того, маршрутизатор строит таблицу оптимальных путей к сетям назначения на основе различных критериев — количества промежуточных узлов, пропускной способности каналов, задержки передачи данных и т. п. Критерии вычисления оптимальных маршрутов чаще всего зависят от протокола маршрутизации, а также задаются конфигурацией маршрутизатора. Такой способ построения таблицы позволяет автоматически держать таблицу маршрутизации в актуальном состоянии и вычислять оптимальные маршруты на основе текущей топологии сети. Однако динамическая маршрутизация оказывает дополнительную нагрузку на устройства, а высокая нестабильность сети может приводить к ситуациям, когда маршрутизаторы не успевают синхронизировать свои таблицы, что приводит к противоречивым сведениям о топологии сети в различных её частях и потере передаваемых данных.

Зачастую для построения таблиц маршрутизации используют теорию графов.

## Применение
Маршрутизаторы помогают уменьшить загрузку сети благодаря её разделению на домены коллизий или широковещательные домены, а также благодаря фильтрации пакетов. В основном их применяют для объединения сетей разных типов, зачастую несовместимых по архитектуре и протоколам, например, для объединения локальных сетей Ethernet и WAN-соединений, использующих протоколы xDSL, PPP, ATM, Frame relay и т. д. Нередко маршрутизатор используется для обеспечения доступа из локальной сети в глобальную сеть Интернет, осуществляя функции трансляции адресов и межсетевого экрана.
В качестве маршрутизатора может выступать как специализированное (аппаратное) устройство, так и обычный компьютер, выполняющий функции маршрутизатора. Существует несколько пакетов программного обеспечения (на основе ядра Linux, на основе операционных систем BSD), с помощью которого можно превратить ПК в высокопроизводительный и многофункциональный маршрутизатор, например, Quagga, IPFW или простой в применении PF.

## История изобретения
Основы концепции заложил (1966) Дональд Дэвис, конструируя британскую сеть NPL. Технологии быстро переняли американцы, стремящиеся соорудить слаженную линию обороны. Плата IMP (процессор интерфейса сообщений) выступала узлом сети, занимающимся коммутацией сообщений. Конструкция просуществовала вплоть до распада СССР, упразднена в 1989 году, составив первое поколение шлюзов, ставшее эволюционно маршрутизаторами.
Первым маршрутизатором был мини-компьютер Honeywell DDP-516, дополненный особым внешним интерфейсом связи. Часть коммутирующих функций отдали программному обеспечению. Впоследствии роль коммутаторов отдали Honeywell 316, лишённым особой защиты. Новички тянули примерно две трети производительности, стоя вдвое дешевле. Соединение с хостами вели посредством последовательной шины передачи данных. Оборудование, программное обеспечение обсуждает открытый (ныне) документ RFC 1, первый из выпущенных IETF.

## Устройства для дома и малого офиса
В бытовом секторе обычно используются маршрутизаторы, обеспечивающие подключение домашней сети компьютеров к каналу связи интернет-провайдера. Как правило, при этом маршрутизатор обеспечивает IP-адресацию устройств локальной сети по протоколу DHCP, а сам получает IP-адрес от внешнего провайдера. Wi-Fi-роутеры работают в диапазоне 2,4 ГГц, 5 ГГц или 6 ГГц. Обычно современный маршрутизатор имеет ряд вспомогательных функций и встроенных возможностей: беспроводная точка доступа Wi-Fi для подключения мобильных устройств, межсетевой экран для защиты сети от внешних атак, резервирование доступа в Интернет через каналы от нескольких провайдеров, веб-интерфейс для упрощения настройки устройства, USB-порт для подключения принтера или дискового хранилища, родительский контроль и другие.
- Маршрутизатор Cisco 71
- Маршрутизатор Linksys
- Маршрутизатор Netgear DG834G с Wi-Fi интерфейсом
- Маршрутизатор Asus RT-N10 с интерфейсом Wi-Fi и IPTV